# Haotou
Haotou (kinesiska: 濠头, 濠头乡) är en socken i Kina. Den ligger i provinsen Hunan, i den södra delen av landet, omkring 290 kilometer söder om provinshuvudstaden Changsha. Antalet invånare är 11011. Befolkningen består av 5 241 kvinnor och 5 770 män. Barn under 15 år utgör 23,0 %, vuxna 15-64 år 66 %, och äldre över 65 år 10,0 %.
Genomsnittlig årsnederbörd är 1 897 millimeter. Den regnigaste månaden är maj, med i genomsnitt 285 mm nederbörd, och den torraste är oktober, med 25 mm nederbörd.